# 나스카 문화

나스카 문화의 영향권

나스카 문화(Nazca culture)는 대략 기원전 100년에서 기원후 800년까지 페루 남부의 건조한 해안가, 곧 리오 그란데 데 나스카(Rio Grande de Nazca) 유역과 이카 강(Ica) 계곡에서 번성했던 고고학적 문화이다. 선행하는 파라카스 문화에서 크게 영향을 받았다. 파라카스 문화는 고도로 복잡한 직물로 유명한데, 나스카 문화에서도 도자기, 직물, 지상화와 같은 다양한 공예품과 기술을 생산하였다.
이들은 대규모로 조직된 노동자 집단을 필요로 했을 두 가지의 대규모 건설 프로젝트를 행한 것으로 잘 알려져 있다. 하나는 용도가 불분명하며 사막에 그려져 있는 나스카 지상화들이고, 다른 하나는 건조한 환경에서 관개와 생활용수를 공급하기 위한 지하 수로인 푸키오(Puquios)이다. 페루 이카주의 행정 구역인 나스카군은 이 문화에서 이름을 땄다.

## 같이 보기
- 와리 제국
- 친차 문명